# Liste der Abgeordneten zum Kärntner Landtag (32. Gesetzgebungsperiode)
- SPÖ: 18
- FPÖ: 9
- ÖVP: 6
- TK: 3

Diese Liste der Abgeordneten zum Kärntner Landtag (32. Gesetzgebungsperiode) listet die Abgeordneten zum Kärntner Landtag in der 32. Gesetzgebungsperiode (2018–2023) auf.

## Geschichte
Nach der Landtagswahl 2018 entfielen nach Auszählung der Wahlkarten von den 36 Mandaten 18 Mandate auf die Sozialdemokratische Partei Österreichs (SPÖ), die mit 47,94 Prozent der Stimmen das beste Ergebnis seit der Landtagswahl 1984 erzielte (51,65 Prozent) und damit vier Mandate gegenüber 2013 hinzugewinnen konnte. Zweitstärkste Partei wurden die Freiheitlichen  (FPÖ), die drei Mandate hinzugewinnen konnte und damit auf neun Mandate kamen. Die Österreichische Volkspartei (ÖVP) konnte ein Mandat gewinnen. Das Team Kärnten (TK) erreichte drei Mandate, 2013 war das damalige Team Stronach Kärnten (TS) mit vier Mandaten vertreten, ein Minus von einem Mandat. Die Grünen Kärnten (GRÜNE), die zuvor mit fünf Mandate im Landtag vertreten waren, schafften den Einzug nicht, ebenso das Bündnis Zukunft Österreich (BZÖ), das mit zwei Mandaten vertreten war.
18 der 36 der Abgeordneten der vorhergehenden Gesetzgebungsperiode kandidierten bei der Landtagswahl 2018 nicht mehr, darunter auch der zweite Landtagspräsident Rudolf Schober, der nach 19 Jahren im Landtag seinen Abschied nimmt.
Die konstituierende Sitzung des Kärntner Landtags mit der Wahl und Angelobung der Landesregierung Kaiser II fand am 12. April 2018 statt.
Für die zunächst als Landtagsabgeordnete angelobten späteren Regierungsmitglieder Martin Gruber (ÖVP), Peter Kaiser (SPÖ), Schaunig Gaby (SPÖ) und Beate Prettner (SPÖ) rückten nach deren Mandatsverzicht nach Wahl in die Landesregierung die Abgeordneten David Redecsy (SPÖ), Stefan Sandrieser (SPÖ), Christof Seymann (SPÖ) und Johann Weber (ÖVP) nach.

## Funktionen

### Landtagspräsidenten
- Erster Landtagspräsident blieb Reinhart Rohr (SPÖ).[6]
- Zum Zweiten Landtagspräsidenten wurde Jakob Strauß (SPÖ) gewählt[6], der bisherige Zweite Landtagspräsident Rudolf Schober (SPÖ) kandidierte bei der Landtagswahl 2018 nicht mehr[2]
- Josef Lobnig (FPÖ) blieb Dritter Landtagspräsident.[7]

### Klubobleute
- SPÖ-Klubobmann blieb Herwig Seiser, stellvertretender Klubobmann Andreas Scherwitzl.[6]
- ÖVP-Klubobmann im Kärntner Landtag wurde Markus Malle, der damit Ferdinand Hueter nachfolgte.[8] ÖVP-Klubobmann-Stellvertreterin wird die Pörtschacher Bürgermeisterin Silvia Häusl-Benz.[9]
- FPÖ-Klubobmann wurde der bisherige Landesrat Gernot Darmann. Sein Vorgänger Christian Leyroutz wurde geschäftsführender Klubobmann.[7]
- Das Team Kärnten (TK) wählte Gerhard Köfer zum Obmann der Interessensgemeinschaft (IG), Stellvertreter wurde Hartmut Prasch.[7]

### Bundesräte
Nach Auszählung der Wahlkarten wanderte ein Bundesratsmandat von der ÖVP zur SPÖ. Damit gingen von den insgesamt vier Kärntner Mandaten in der Länderkammer drei an die SPÖ (plus eins) und eines an die FPÖ, die ÖVP verlor ihr bisheriges Mandat. Das Kärntner FPÖ-Mandat hatte zuletzt die fraktionslose Jutta Arztmann inne, die aus der FPÖ ausgetreten war. Die SPÖ entsandte neben Günther Novak den Ferlacher Bürgermeister Ingo Appé und den Kandidaten des Pensionistenverbandes Gerhard Leitner in den Bundesrat, die bisherige Bundesrätin Ana Blatnik wechselte in den Landtag. Christian Poglitsch (ÖVP) schied aus dem Bundesrat aus. Für die FPÖ zog Josef Ofner in den Bundesrat ein. Mit den drei Bundesräten aus Kärnten verfügt die SPÖ-Fraktion im Bundesrat mit 21 Sitzen über mehr als ein Drittel der insgesamt 61 Sitze. Die SPÖ könne damit Entscheidungen der Bundesregierung im Bundesrat blockieren. Nach dem Tod von Gerhard Leitner im Mai 2020 ging dessen Bundesratsmandat an Nicole Riepl.

### Landtagsabgeordnete
| Name                       | Bild | Fraktion | Fraktion | Anmerkungen |
| -------------------------- | ---- | -------- | -------- | --- |
| Arpa Claudia               |      |          | SPÖ      | [ 6 ] |
| Astner Leopold             |      |          | ÖVP      | ab Februar 2022, Nachrücker für Ferdinand Hueter                                                                                     |
| Blatnik Ana                |      |          | SPÖ      | Wechsel vom Bundesrat in den Landtag                                                                                                 |
| Benger Christian           |      |          | ÖVP      | |
| Burgstaller Luca           |      |          | SPÖ      | [ 14 ] |
| Darmann Gernot             |      |          | FPÖ      | Klubobmann |
| Dieringer-Granza Elisabeth |      |          | FPÖ      | [ 7 ] |
| Dörflinger Gabriele        |      |          | SPÖ      | [ 6 ] |
| Gaggl Herbert              |      |          | ÖVP      | [ 15 ] |
| Geißler Armin              |      |          | SPÖ      | ab 24. Oktober 2019, Nachrücker für Klaus Köchl                                                                                      |
| Gruber Martin              |      |          | ÖVP      | Mandatsverzicht am 12. April 2018 nach Wahl in die Landesregierung, Nachrücker Johann Weber                                          |
| Hueter Ferdinand           |      |          | ÖVP      | verstorben im Februar 2022, Nachrücker Leopold Astner                                                                                |
| Häusl-Benz Silvia          |      |          | ÖVP      | Klubobmann-Stellvertreterin |
| Feistritzer Ruth           |      |          | SPÖ      | [ 6 ] |
| Jantschgi Hermann          |      |          | FPÖ      | [ 14 ] |
| Kaiser Peter               |      |          | SPÖ      | Mandatsverzicht am 12. April 2018 nach Wahl in die Landesregierung                                                                   |
| Köchl Klaus                |      |          | SPÖ      | Wechsel in den Nationalrat mit 23. Oktober 2019, Nachrücker Armin Geißler                                                            |
| Klocker Gerhard            |      |          | TK       | [ 7 ] |
| Köfer Gerhard              |      |          | TK       | IG-Obmann |
| Leikam Günter              |      |          | SPÖ      | |
| Leyroutz Christian         |      |          | FPÖ      | geschäftsführender Klubobmann bis zum 28. April 2021, Nachrücker Maximilian Linder                                                   |
| Linder Maximilian          |      |          | FPÖ      | ab dem 29. April 2021, Nachrücker für Christian Leyroutz                                                                             |
| Lipitsch Hermann           |      |          | SPÖ      | [ 6 ] |
| Lobnig Josef               |      |          | FPÖ      | Dritter Landtagspräsident |
| Mak Hannes                 |      |          | ÖVP      | ab 24. Oktober 2019, Nachrücker für Johann Weber                                                                                     |
| Malle Markus               |      |          | ÖVP      | Klubobmann |
| Patterer Christina         |      |          | SPÖ      | [ 14 ] |
| Pirolt Franz               |      |          | FPÖ      | |
| Prasch Hartmut             |      |          | TK       | IG-Obmann Stellvertreter |
| Prettner Beate             |      |          | SPÖ      | Mandatsverzicht am 12. April 2018 nach Wahl in die Landesregierung                                                                   |
| Rauter Dietmar             |      |          | FPÖ      | |
| Redecsy David              |      |          | SPÖ      | Nachrücker für ein SPÖ-Regierungsmitglied                                                                                            |
| Rohr Reinhart              |      |          | SPÖ      | Landtagspräsident |
| Rohrer Waltraud            |      |          | SPÖ      | |
| Sandrieser Stefan          |      |          | SPÖ      | Nachrücker für ein SPÖ-Regierungsmitglied                                                                                            |
| Schaunig Gaby              |      |          | SPÖ      | Mandatsverzicht am 12. April 2018 nach Wahl in die Landesregierung                                                                   |
| Scherwitzl Andreas         |      |          | SPÖ      | stellvertretender Klubobmann |
| Seiser Herwig              |      |          | SPÖ      | Klubobmann |
| Seymann Christof           |      |          | SPÖ      | Nachrücker für ein SPÖ-Regierungsmitglied                                                                                            |
| Staudacher Christoph       |      |          | FPÖ      | |
| Strauß Jakob               |      |          | SPÖ      | Zweiter Landtagspräsident |
| Tiefnig Alfred             |      |          | SPÖ      | |
| Trettenbrein Harald        |      |          | FPÖ      | |
| Weber Johann               |      |          | ÖVP      | Nachrücker für Martin Gruber nach Wahl in die Landesregierung Wechsel in den Nationalrat mit 23. Oktober 2019, Nachrücker Hannes Mak |